# Luca Banchi
Luca Banchi (Grosseto, Italia, 1 de agosto de 1965) es un entrenador de baloncesto italiano que actualmente es entrenador de la selección de baloncesto de Letonia.

## Trayectoria
Banchi comenzó su carrera como entrenador en los equipos juveniles de Basketball Grosseto y después sería entrenador asistente de las Fuerzas Armadas Vigna di Valle y Affrico Firenze. Entre 1987 y 1999, entrenó a los equipos juveniles de Livorno, ganando tres títulos nacionales juveniles consecutivos en el período de 1995 a 1997.
Más tarde, sería ascendido a primer entrenador del Basket Livorno, en la Serie A2, la segunda división italiana. 
En 1999, se convierte en entrenador del Pallacanestro Trieste, donde entrenó durante dos años, antes de regresar a Livorno, que mientras tanto había ascendido a la Lega Basket Serie A. También tendría dos experiencias en la 2ª División italiana, con Trapani y Aurora Basket Jesi.
En 2006, se convirtió en el entrenador asistente del Montepaschi Siena, como segundo entrenador de Simone Pianigiani. Como asistente de Montepaschi, ganó seis 6 campeonatos de la Liga italiana seguidos (2007-2012), cinco Supercopas de Italia (2007-2011) y cuatro Copas de Italia (2009-2012). En junio de 2012, asumió el cargo de primer entrenador del Montepaschi Siena, tras la marcha de Simone Pianigiani al Fenerbahçe. 
El 10 de febrero de 2013, ganó la Copa de Italia, después de derrotar al Pallacanestro Varese, por una puntuación de 77 a 74. El 19 de junio de 2013, también ganó su primer campeonato de la Liga italiana, como entrenador principal.
El 1 de julio de 2013, firmó un contrato por dos años por el Olimpia Milano para jugar la Lega Basket Serie A y la Euroliga.  En su primera temporada con el equipo milanés ganó el campeonato de la Liga italiana, repitiendo el éxito anterior de Carlo Recalcati, como el único entrenador que ganó títulos consecutivos de la Liga italiana, con diferentes equipos. 
En la temporada 2017-18, fue el entrenador del Auxilium Pallacanestro Torino de la Lega Basket Serie A y la Eurocup.
En 2018, Banchi se convirtió en el entrenador del club alemán del Brose Bamberg de la Basketball Bundesliga alemana y la Euroliga. 
Durante la temporada 2018-19 dirige al AEK Atenas B.C. con el que gana la Copa Intercontinental de la FIBA. El 17 de junio de 2019 se rescindió su contrato con el AEK Atenas B.C.
El 5 de julio de 2019, firmó con el Lokomotiv Kuban de la VTB United League. El 15 de noviembre de 2019, se rescindió su contrato con Kuban tras los malos resultados del conjunto ruso en la Eurocup, donde ganaría solamente dos partidos de seis disputados.
El 10 de enero de 2021, firma como entrenador asistente de Long Island Nets que compite en la NBA G League.
En marzo de 2021, firma como entrenador de la Selección de baloncesto de Letonia.
El 16 de noviembre de 2022, tras la destitución de Lassi Tuovi, firma como entrenador del Strasbourg IG de la LNB Pro A, la máxima categoría del baloncesto francés.
En septiembre de 2023 firma como entrenador del Virtus Segafredo Bolonia de la Serie A italiana.
Al comienzo de su segunda temporada en Bolonia, el 4 de diciembre de 2024, finaliza su contrato con el club italiano.
El 7 de enero de 2025 firmó con el Anadolu Efes de la Basketbol Süper Ligi turca.